# Kamień (Oleśnica)
Pour les articles homonymes, voir Kamień.
Kamień est une localité polonaise de la gmina de Międzybórz, située dans le powiat d'Oleśnica en voïvodie de Basse-Silésie.